# Arte Doce
A Feira Concurso Arte Doce, mais conhecida por Arte Doce ou Feira da Arte Doce, é um evento cultural na cidade de Lagos, em Portugal.

## Caracterização
O festival Arte Doce é organizado pela Câmara Municipal de Lagos por volta do último fim de semana de Julho, e tem como fim divulgar e preservar a doçaria tradicional portuguesa, principalmente a algarvia, através da exposição dos produtos e dos seus ingredientes, principalmente os frutos secos. É conhecido principalmente pelo seu concurso, onde são premiadas as melhores obras de arte feitas com doces.
O evento é acompanhado por animação musical, com destaque para temas mais tradicionais da região.
A Arte Doce é um dos principais eventos em Lagos, tendo alcançado uma grande importância a nível cultural e económica, sendo responsável por atrair um grande número de turistas e outros visitantes à cidade.

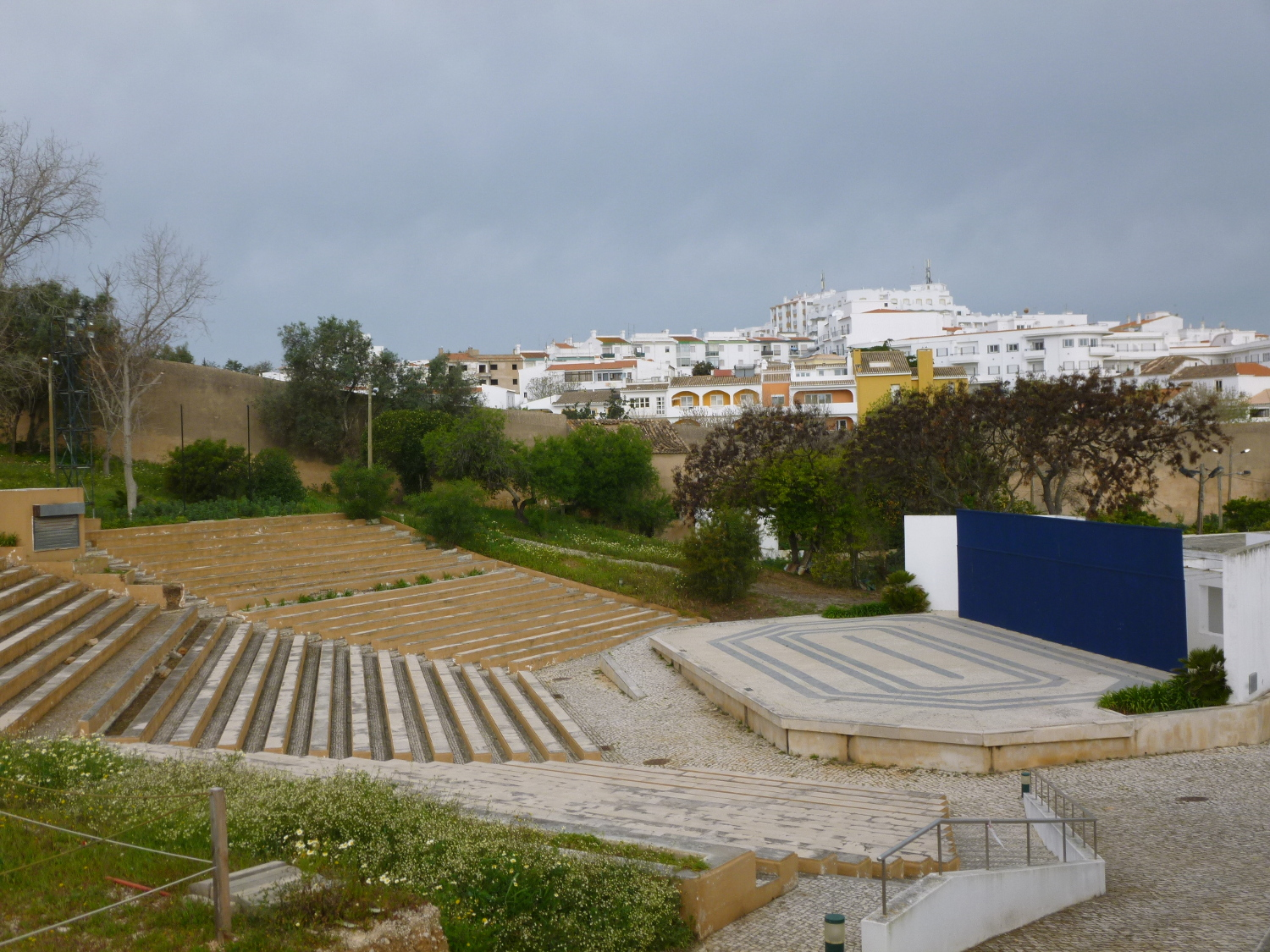
Auditório Municipal de Lagos, em 2016.

## História
A primeira edição do festival Arte Doce teve lugar em 1986, tendo nos primeiros anos sido organizada principalmente no Auditório Municipal, no Parque Dr. Júdice Cabral. Em 2010, passou para o Pavilhão Municipal do Complexo Desportivo de Lagos, uma vez que este complexo tem melhores acessibilidades e facilidades de estacionamento.
A edição de 2023, realizada entre os dias 26 e 30 de Julho, bateu todos os recordes em termos de visitantes e no número de bancas.